# Промна-Кольонія
Промна-Кольонія (пол. Promna-Kolonia) — село в Польщі, у гміні Промна Білобжезького повіту Мазовецького воєводства.
Населення — 342 особи (2011).
У 1975-1998 роках село належало до Радомського воєводства.

## Демографія
Демографічна структура станом на 31 березня 2011 року:
|          | Загалом | Допрацездатний вік | Працездатний вік | Постпрацездатний вік |
| -------- | ------- | ------------------ | ---------------- | -------------------- |
| Чоловіки | 181     | 26                 | 138              | 17                   |
| Жінки    | 161     | 41                 | 89               | 31                   |
| Разом    | 342     | 67                 | 227              | 48                   |